# Villafranca Montes de Oca

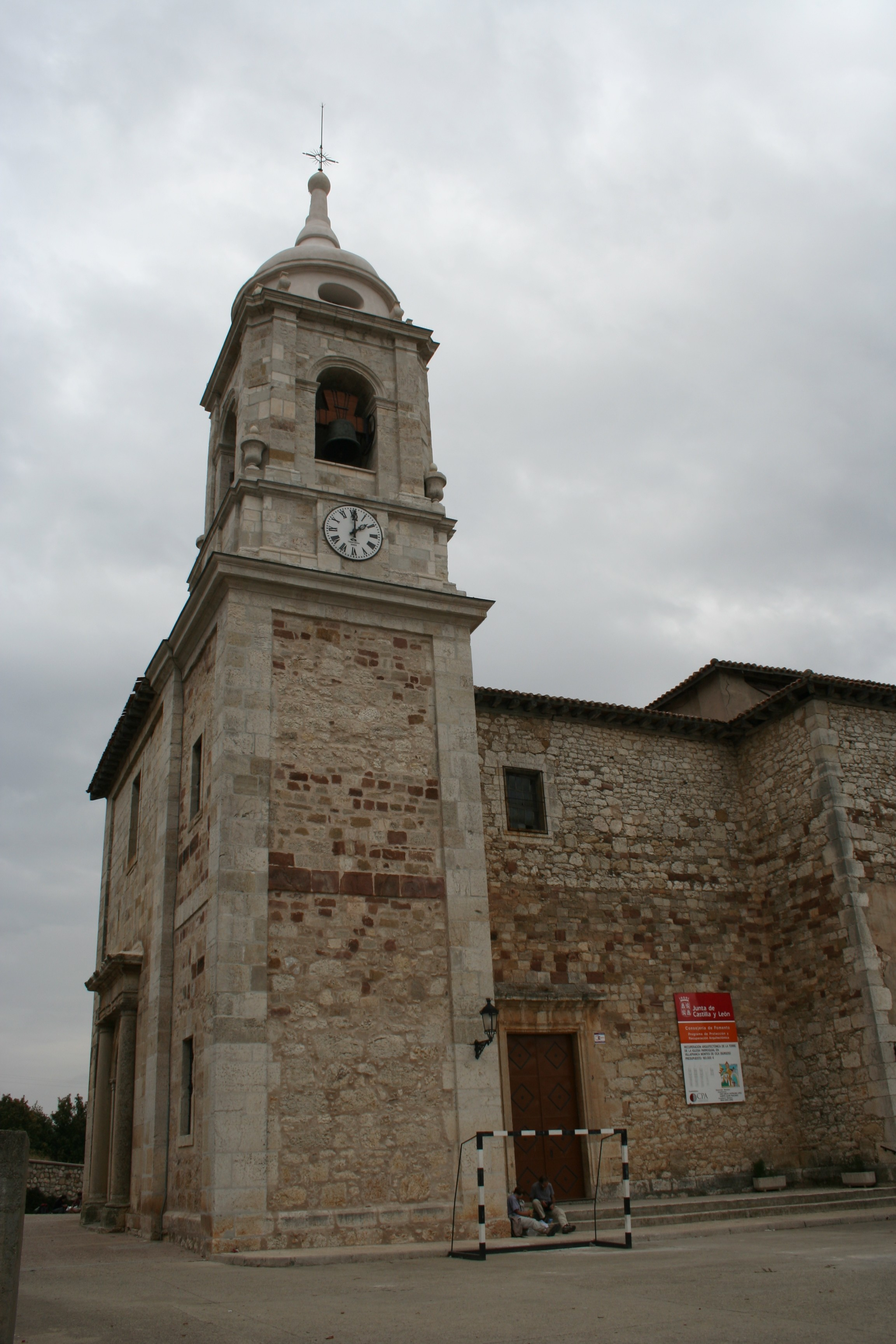
Jakobskirche in Villafranca

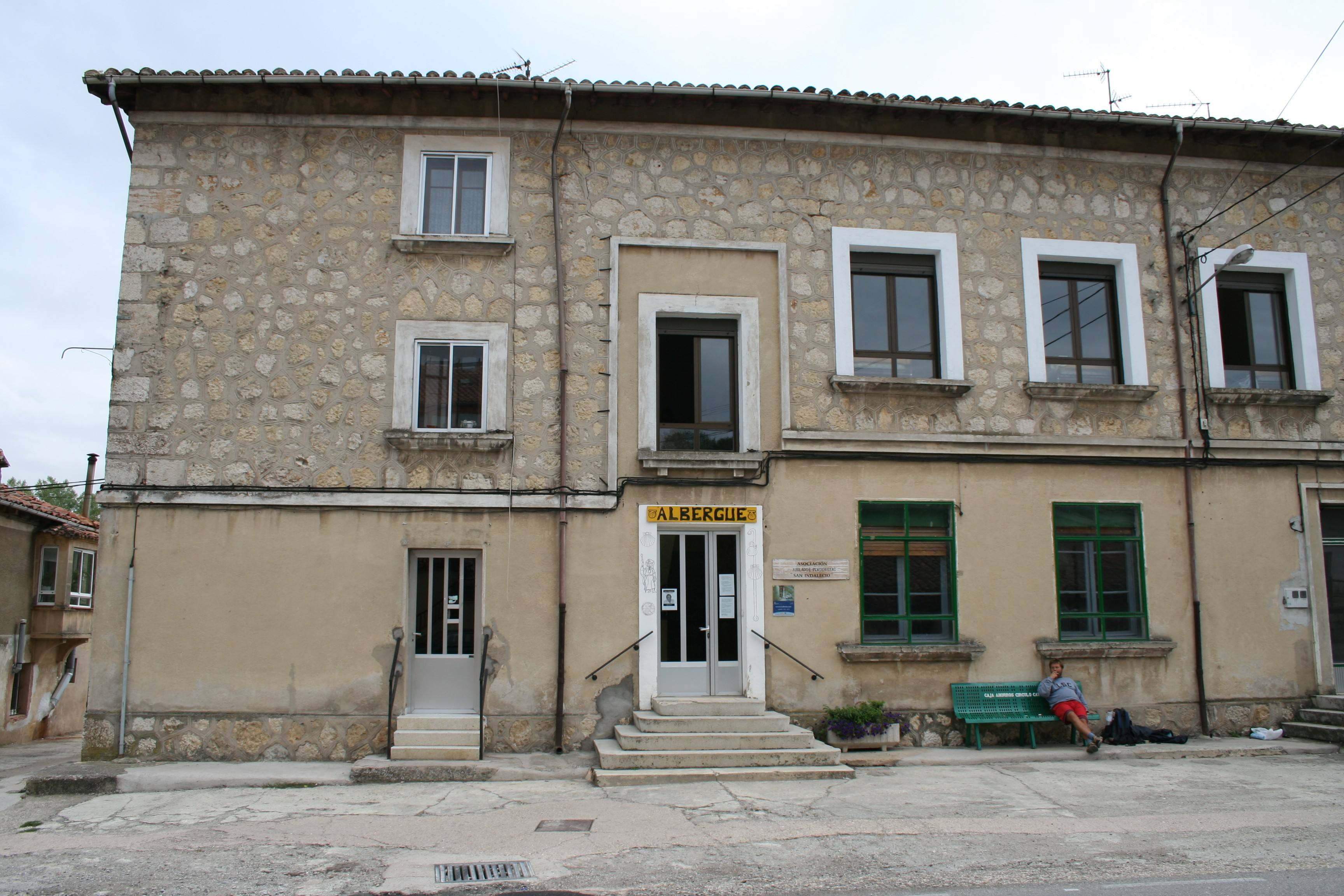
Heutige Pilgerherberge von Villafranca

Villafranca Montes de Oca ist eine Gemeinde am Jakobsweg in der Provinz Burgos der spanischen Autonomen Gemeinschaft Kastilien-León. Seine Einwohner leben von Viehzucht, Land- und Forstwirtschaft. Die Bevölkerungszahl schwankt jahreszeitlich zwischen etwa 150 Einwohner im Sommer und rund 30 Einwohner im Winter, offiziell gemeldet waren 2024 122 Einwohner.

## Geografie
Villafranca ist ein Straßendorf, das sich über ungefähr einen Kilometer entlang der Nationalstraße N 120 erstreckt. Die vielbefahrene Verkehrsader ist zugleich die Hauptstraße (Calle Mayor) des Ortes. Direkt hinter dem Dorf beginnen die Montes de Oca, letzte geografische Erhebung vor dem zentralspanischen Tafelland Meseta.
Die Gemeinde wird von Nord nach Süd vom Río Oca, einem Ebro-Zufluss durchflossen. Trotz aktuell guter Wasserqualität bleiben die Fisch- und Krebsarten verschwunden, die das Gewässer bis Ende der 1970er Jahre bevölkerten.
Das Klima des Ortes ist kontinental geprägt mit relativ frischen Sommertemperaturen und kalten Wintern, in denen Schneefall keine Seltenheit ist.
Die Lage am Rande der Montes de Oca ermöglicht größeren Artenreichtum als in den fast ausschließlich agrarisch geprägten Gebieten in Richtung der Rioja. Der Baumbestand beinhaltet Eichen, Kiefern, Buchen, Pappeln und Ulmen, die Fauna besteht u. a. aus Wildschwein, Rebhuhn, Reh und Gans, in einigen ursprünglich erhaltenen Schutzgebieten finden sich Wölfe und Fischotter.

## Geschichte
Der Ort wurde von den Römern etwas südlich vom heutigen Dorf unter dem Namen Auca gegründet. Er wurde Bischofssitz, der Überlieferung nach war der heilige Indalecio, Schüler des Apostels Jakobus, erster Bischof und erlitt hier das Martyrium. Historisch belegbar ist die Funktion als Bischofssitz, sie ging 1075 auf Gamonal über, das heute burgalesisches Stadtviertel ist.
Während der maurischen Invasion der Iberischen Halbinsel wurde Villafranca teilzerstört und später etwas weiter nördlich und näher am Río Oca wieder aufgebaut.
Die weitere Entwicklung ist seiner Lage am Jakobsweg zwischen den Bischofsstädten Santo Domingo de la Calzada und Burgos sowie vor den Montes de Oca geschuldet. Dieses bergige Waldgebiet war von den Pilgern gefürchtet, weil es quasi keine Wasserquellen dafür aber wilde Tiere, Räuber und die Möglichkeit gab, sich zu verirren. Oft warteten Pilger, bis sich eine größere Gruppe gefunden hatte, die die Montes de Oca dann gemeinsam durchquerte. Der schlechte Ruf dieser Gegend spiegelt sich bis heute in einem kastilischen Sprichwort, mit dem man gegen jegliche Form monetärer Halsabschneiderei protestiert: Wenn du rauben willst, geh in die Oca-Berge!
Die Stadt verfügte denn auch im 14. Jahrhundert über eine Pilgerherberge mit 36 Betten, die 1380 von der Frau Heinrichs II. gegründet worden war. Auch hier berichtet ein überlieferter Vers von der damaligen Situation: Es soll viele Betten, aber wenig Kleidausgabe gegeben haben. Das Gebäude dieser alten Pilgerherberge – Hospital de San Antonio Abad – findet man heute noch nahe der Kirche. Trotz seines historischen Wertes befindet es sich in schlechtem konservatorischen Zustand.

## Sehenswürdigkeiten
- Jakobskirche (Iglesia de Santiago Apóstol), Ende 18. Jahrhundert. Der Bau wurde auf dem gleichen Platz errichtet, an dem zuvor schon die Kathedrale und eine weitere Kirche gestanden hatten.
- ehemaliges Pilgerhospiz (Hospital de San Antonio Abad) von 1380.
- Denkmal für den Landarbeiter (Monumento al Labrador), an der Hauptstraße zwischen Gemeindeverwaltung (Ayuntamiento) und Kirche gelegen.

Außerhalb des Ortes:
- Ermita de San Felices, Reste des gleichnamigen Klosters aus dem 10. Jahrhundert, der Überlieferung nach soll hier Diego Porcelos bestattet worden sein, Gründer der Stadt Burgos. Lage: ein Kilometer nördlich Villafrancas, am Jakobsweg in Richtung Espinosa del Camino
- Ermita de Oca, der Überlieferung nach Marterplatz des heiligen Indalecio.
- Denkmal für die Füsilierten des Spanischen Bürgerkriegs (Monumento dedicado a la memoria de los fusilados de la guerra civil) mit der Inschrift: „No fue inútil su muerte, fue inútil su fusilamiento“[5]. Das Denkmal befindet sich am Jakobsweg nach drei Kilometern in Richtung Kloster San Juan de Ortega.
- Ermita de Valdefuentes, ehemaliges Kloster und Pilgerherberge der Zisterzienser aus dem 12. Jahrhundert. Die Ermita ist die Apsis der damaligen Kirche der heiligen Magdalena und einziges verbliebenes bauliches Zeugnis. Sie befindet sich zwischen dem Jakobsweg und der Nationalstraße N-120 in Richtung Kloster San Juan de Ortega.

## Fiestas
- Sankt Anton, am 17. Januar
- Wallfahrt und Prozession zur Ermita de Oca am zweiten Sonntag im August

## Söhne und Töchter des Ortes
- Isidro Barrio Barrio, Bischof von Huancavelica